# Ali Hussain (cầu thủ bóng đá)
Ali Hussain (Arabic:علي حسين) (sinh ngày 21 tháng 10 năm 1985) là một cầu thủ bóng đá người Các Tiểu vương quốc Ả Rập Thống nhất. Hiện tại anh thi đấu cho Al Nasr.